# Лундемис, Менелаос
Менелаос Лундемис (псевдоним, греч. Μενέλαος Λουντέμης, настоящее имя Димитриос Валасиадис, Δημήτριος Βαλασιάδης, 1912, Айия-Кириаки, Османская империя — 22 января 1977 года, Афины, Греция) — известный греческий писатель, переводчик.

## Биография
Менелаос Лундемис родился в 1912 году и вырос в селе Айия-Кириаки (Αγία Κυριακή) (сейчас Ялова) на Мраморном море.
Был единственным мальчиком из 5 детей Григория Баласоглу (который обосновавшись в Греции вернул своей фамилии её греческую форму и стал Валасиадис).
После насильственного обмена населением, навязанного Греции кемалистской Турцией, обосновался со своей семьёй сначала на острове Эгина, потом в Эдеса и наконец в селе Эксаплатанос в номе Пела, в котором прожил с 1923 по 1932 год, пока не уехал в Козани.
Семья его была первоначально зажиточной, но потеряла всё своё состояние при обмене населением и Лундемис был вынужден зарабатывать на жизнь, работая в юношестве в качестве посудомойщика, чистильщика обуви, учителя в сёлах, надзирателем при строительстве моста на реке Галикос. В 4-м классе гимназии «был отозван» по политическим мотивам и был исключён из всех гимназий страны.
Появился в греческой литературе в очень молодом возрасте, опубликовав поэтические сборники в городе Эдеса в 1927 и в 1928 годах, которые подписывал своим настоящим именем Такис Валасиадис. В 1930 году публикует стихи и рассказы в журнале «Новый очаг» (Νέα Εστία).
Выбрал себе псевдоним по имени реки Лудиас протекающей недалеко от Пеллы.
Впервые использовал свой псевдоним в 1934 году, в рассказе «Ночь с огнями, в городе со звёздами» (Μια νύχτα με πολλά φώτα κάτω από μια πόλη με πολλά αστέρια).
В своей Одиссеи передвижений, из Эдесы в пансион в Козани, а оттуда в Волос, следуя за бродячей труппой, прибыл наконец в Афины, где связался с Варналисом, Сикелианосом и Малакасисом. Малакасис помог ему с назначением библиотекарем в «Афинский клуб» в 1938 году, что облегчило его финансовое положение. В этот же период его дружба с профессором факультета философии афинского университета Николаосом Веисом позволила ему стать вольным слушателем философского факультета. Последовало несколько писательских успехов и Лундемис стал членом Общества греческих писателей, президентом которого тогда был Казандзакис.
В 1938 году Лундемис получил «Большой государственный приз прозы» за сборник рассказов «Корабли не причалили» (Τα πλοία δεν άραξαν)
Во время тройной германо-итало-болгарской оккупации Греции, Лундемис принял участие в Сопротивлении в рядах ЭАМ и был секретарём подпольной организации интеллигенции. В годы гражданской войны Лундемис был арестован за его левые убеждения, был судим и приговорён к смертной казни. Но приговор не был приведён в исполнение и вместо этого он был отправлен в концлагеря на острова Макронисос и Айос-Эфстратиос, вместе с Теодоракисом и Рицосом.
В 1951 году получил «Золотой Лавр Пан-Европы» в Париже.
В 1956 Лундемис был избран членом Всемирного Совета Мира.
В 1958 году был заново судим за книгу «Печальные дни» (Βουρκωμένες μέρες), после чего был наложен запрет на все его книги. После этого суда, Лундемис попросил политическое убежище в Румынии. В годы военной диктатуры он был лишён греческого гражданства. В Румынии он продолжил свою писательскую деятельность до восстановления демократии в Греции. В период эмиграции Лундемис совершил несколько путешествий, включавших Китай и Вьетнам. Это нашло отражение в 1966 году в его книге «Бат-Тай» (Μπατ-Τάι). В 1976 году ему было возвращено греческое гражданство и он возвращается в Грецию. Годом позже, в 1977 году, Лундемис умер от сердечного приступа.
В его честь, муниципальное здание в Бухаресте было названо Дворец Лундемиса. Согласно известному греческому писателю Василикосу, «Лундемис считается самым читаемым греческим писателем после Казандзакиса».
Его книги были переведены на многие языки, в основном в восточно-европейских странах — в Польше, Румынии, Болгарии, СССР и других. Некоторые из его книг были переведены на китайский и вьетнамский языки. Его роман «Мальчик считает звёзды» (том 1—2, 1956—57, русский перевод 1959) (Ένα παιδί μετράει τ' άστρα) был переведен также на немецкий и русский языки. Несколько его стихотворений стали песнями, самые известные из которых «Эротический призыв» (Ερωτικό κάλεσμα) братьев Кацимихас и «Черешни зацветут и в этом году» на музыку Спироса Самоилиса.
Менелаос Лундемис оставил после себя 45 книг, что делает его одним из наиболее продуктивных греческих писателей.

## Работы
1. «Корабли не причалили» — «Τα πλοία δεν άραξαν», Αθήνα, εκδ. Γκοβόστης, διηγήματα (1938) ISBN 960-344-915-6
2. «В ожидании радуги» — «Περιμένοντας το ουράνιο τόξο», Αθήνα, διηγήματα (1940)
3. «Рассвет» — «Γλυκοχάραμα», Αθήνα, διηγήματα (1944)
4. Песнь жаждущих — «Το τραγούδι των διψασμένων», Αθήνα, εκδ. Δωρικός, διηγήματα (1966)
5. «Печальные дни» — «Βουρκωμένες μέρες», Αθήνα, διηγήματα (1953) ISBN 960-344-914-8
6. «Те, кто принесли туман» (1946) — «Αυτοί που φέρανε την καταχνιά», Αθήνα, διηγήματα (1946) ISBN 960-393-140-3
7. «Экстаз» — «Έκσταση», Αθήνα, εκδ. Αετός, μυθιστόρημα (1943) ISBN 960-393-139-X
8. «Спокойной ночи, жизнь» — «Καληνύχτα ζωή», Αθήνα, μυθιστόρημα (1946) ISBN 960-393-138-1
9. «Черешни расцветут и в этом году» — «Οι κερασιές θ' ανθίσουν και φέτος», Αθήνα, εκδ. Μόρφωση, μυθιστόρημα (1956) ISBN 960-393-978-4
10. «Тучи сгущаются» — — «Συννεφιάζει», Αθήνα, μυθιστόρημα (1946) ISBN 960-344-837-0
11. «Мальчик считает звёзды» (том 1—2, 1956—57, русский перевод 1959) — «Ένα παιδί μετράει τ' άστρα», Αθήνα, εκδ. Δίφρος, μυθιστόρημα (1956) ISBN 960-344-768-4
12. «Тюрьма Подземного мира» — «Η φυλακή του Kάτω Kόσμου», Αθήνα, εκδ. Δωρικός, μυθιστόρημα (1964) ISBN 960-393-312-0
13. «Часы земного шара бьют полночь» — «Το ρολόι του κόσμου χτυπά μεσάνυχτα», Αθήνα, εκδ. Κέδρος, μυθιστόρημα (1963)[10] ISBN 960-344-888-5
14. «Тогда, когда я гонялся за ветрами» — «Τότε που κυνηγούσα τους ανέμους», Αθήνα, εκδ. Δίφρος, μυθιστόρημα (1956) ISBN 960-393-137-3
15. «Бешенство» — «Λύσσα», μυθιστόρημα
16. «Трофеи I» (Мираж Марафона) — «Τρόπαια Α΄», (Η οπτασία του Μαραθώνα), μυθιστόρημα
17. «Трофеи II» (Саламин) — «Τρόπαια Β΄», (Σαλαμίνα), μυθιστόρημα
18. «Под крепостями надежды»"" — «Κάτω απ' τα κάστρα της ελπίδας», μυθιστόρημα ISBN 960-393-183-7
19. «Вино малодушных» — «Το κρασί των δειλών», (Σαρκοφάγοι Ι), Αθήνα, Πολιτικές και λογοτεχνικές εκδόσεις, μυθιστόρημα (1965)[11] ISBN 960-393-023-7
20. «Герои спят беспокойно» — «Οι ήρωες κοιμούνται ανήσυχα», (Σαρκοφάγοι ΙΙ), Αθήνα, εκδ. Δωρικός, μυθιστόρημα (1974)
21. «Ангел с гипсовыми крыльями» — «Ο άγγελος με τα γύψινα φτερά», (Σαρκοφάγοι ΙΙΙ), Αθήνα, εκδ. Δωρικός, μυθιστόρημα (1974)
22. «Улица пропасти номер 0» — «Οδός Αβύσσου αριθμός 0», Αθήνα, εκδ. Βιβλιοεκδοτική, μυθιστόρημα (1962) ISBN 960-344-820-6
23. «Колосья гнева» — «Θυμωμένα στάχυα», Αθήνα, εκδ. Δωρικός, μυθιστόρημα (1965) ISBN 960-344-993-8
24. «Безрадостная весна» — «Αγέλαστη Άνοιξη», μυθιστόρημα ISBN 960-393-024-5
25. «Мужи земли» — «Της γης οι αντρειωμένοι…», Αθήνα, βιογραφίες (1976)
26. «Архитекторы страха» — «Οι αρχιτέκτονες του τρόμου», Αθήνα, εκδ. Δωρικός, σατυρικό (1966)
27. «Разразились молнии» — «Οι κεραυνοί ξεσπούν», Αθήνα, εκδ. Κάδμος, θεατρικό (1958)
28. «Плакать буду завтра» — «Θα κλάψω αύριο», (σκηνικό ρομάντσο), Αθήνα, εκδ. Δωρικός, θεατρικό (1975)
29. «Цветущий сон» — «Ανθισμένο όνειρο», Αθήνα, εκδ. Δωρικός, θεατρικό (1975)
30. «Путешествия погибели» — «Ταξίδια του χαμού», Αθήνα, εκδ. Δωρικός, θεατρικό (1975)
31. «Горькое море» — «Πικρή θάλασσα», (ελληνική θαλασσογραφία), Αθήνα, εκδ. Δωρικός, θεατρικό (1976)
32. «Бат-Тай» — «Μπατ-Τάι», (Οδοιπορικό στο Βιετνάμ), Αθήνα, εκδ. Δωρικός, ταξιδιωτικό (1966)
33. «Путешествие в бескрайность» — «Ταξίδι στην απεραντοσύνη», (Οδοιπορικό), Αθήνα, εκδ. Δωρικός, πολ. δοκίμιο (1976)
34. «Палачи в белых перчатках» — «Οι Δήμιοι με τ’ άσπρα γάντια», Αθήνα, εκδ. Δωρικός, ταξιδιωτικό (1978)
35. «Дедал» — «Δαίδαλος», σε εικονογράφηση Γ.Πανετέα, Αθήνα, εκδ. Δωρικός, παιδικά διηγήματα ISBN 960-393-136-5
36. «Икар» — «Ίκαρος», παιδικά διηγήματα ISBN 960-344-835-4
37. «Геракл» — «Ηρακλής», Αθήνα, εκδ. Δωρικός, παιδικά διηγήματα (1976) ISBN 960-393-135-7
38. «Тесей» — «Θησέας», παιδικά διηγήματα ISBN 960-344-771-4
39. «Великий декабрь» — «Ο μεγάλος Δεκέμβρης», Αθήνα, εκδ. Μαρής-Κοροντζής, παιδικά διηγήματα (1945)
40. «Крик во вселенной» — «Κραυγή στα πέρατα», Αθήνα, εκδ. Παλμός, ποιητική συλλογή (1954)
41. «Плач и песнь о распятом на кресте острове» — «Θρηνολόι και άσμα για το σταυρωμένο νησί», Αθήνα, εκδ. Δωρικός, ποιητική συλλογή (1975)
42. «Меч и поцелуй» — «Το σπαθί και το φιλί», Αθήνα, εκδ. Δωρικός, ποιητική συλλογή (1967)
43. «Концерт для двух пулемётов и одного соловья» — «Κοντσέρτο για δύο μυδράλια και ένα αηδόνι», Αθήνα, εκδ. Δωρικός, ποιητική συλλογή (1973)
44. «Подожённая память» — «Πυρπολημένη μνήμη», Αθήνα, εκδ. Δωρικός (1975)
45. «Семь кругов одиночества» — «Οι εφτά κύκλοι της μοναξιάς», Αθήνα, εκδ. Δωρικός, ποιητική συλλογή (1975)
46. «Пою о Кипре» — «Τραγουδώ για την Κύπρο», Αθήνα, εκδ. Μόρφωση, ποιήμα (1956)
47. «Игрок на лире» — «Ο λυράρης (Μιλτιάδης Μαλακάσης)», Αθήνα, εκδ. Δωρικός (1974)
48. «Копьеносец» — «Ο κονταρομάχος (Κώστας Βάρναλης)», Αθήνα, εκδ. Δωρικός (1974)
49. «Ангел» — «Ο εξάγγελος (Άγγελος Σικελιανός)», Αθήνα, εκδ. Δωρικός, ποίηση (1976)
50. «Карагёз» — «Καραγκιόζης ο Έλληνας», Αθήνα, εκδ. Δωρικός
51. «Голгофа надежды» — «Ο γολγοθάς μιας ελπίδας», Αθήνα, εκδ. Δωρικός

## Переводы
- «Дом в тумане», Теодору Константин, роман
- «Моромете», Марин Прента, роман
- «И приговорил я всех к смерти», Титус Попович, роман
- «За дюнами», Фанус Нягу, роман
- «Огненные кони», Ион Брант, поэзия
- «Цветок пепла», Эуджен Зебеляну, поэзия — Αθήνα, εκδ. Δωρικός, ποίηση (1974)
- «Стражи ветров», Вирджил Теодореску, поэзия
- «Рыцарь одиночества», Зео Димитреску, поэзия
- «Сарказмы и кошмары», Марин Сореску, поэзия
- «Человек 0 на рынке», Думитру Попеску, поэзия
- «Незапятнанные и непорочные» — «Άσπιλοι κι αμόλυντοι», Хория Ловинеску, сатирическая драма — Αθήνα, εκδ. Δωρικός, θεατρικό-σατυρικό (1975)

## Экранизации
- 1959 — Утренний рейс